# Phrynops geoffroanus
La tortuga de Geoffroy (Phrynops geoffroanus), también llamada tortuga cuello de serpiente de Geoffroy, y tortuga cabeza de sapo de Geoffroy, es una especie de tortuga de la familia Chelidae. Habita en ambientes acuáticos del norte y centro de Sudamérica.

## Distribución
Esta especie se distribuye desde Guyana y Venezuela, el sudeste de Colombia, el este del Ecuador, del Perú, y de Bolivia, y gran parte del Brasil llegando por el sur hasta el estado de Río Grande do Sul, al este del Paraguay, y al nordeste de la Argentina en las riberas del río Paraná en las provincias de Misiones, y el noreste de Corrientes.
Moisés Bertoni en 1925 registró la especie en la localidad de Puerto Bertoni, en el departamento de Alto Paraná, en Paraguay, pueblo ubicado sobre el río Paraná, que sirve de frontera con la provincia de Misiones, en la Argentina, por lo que también fue listada para ese país durante décadas aun ante la ausencia de especímenes en las colecciones. Recién el 29 de enero de 1990 fue colectado un espécimen recién salido del huevo de un nido con siete huevos, en Puerto Valle, departamento Ituzaingó, Corrientes, aunque erróneamente fue citado como Phrynops williamsi. Finalmente, 3 ejemplares adultos fueron capturados con líneas de pesca en el lago de la represa hidroeléctrica de Yacyretá en el río Paraná, en los alrededores de la ciudad de Ituzaingó, provincia de Corrientes (27°28′ S, 56°41′ W) a 76 m s. n. m., el 10 de febrero y 15 de septiembre de 2006, y el 17 de abril de 2007, los que fueron incorporados a la Colección del Museo de La Plata (MLP DB 5283-5284, 5681).

## Etimología
El nombre de la especie es en honor al zoólogo francés Etienne Geoffroy Saint-Hilaire. 

## Características
Es una especie relacionada con Phrynops williamsi y Phrynops hilarii. Su carapacho llega a medir 35 cm.

## Hábitat
Habita en ambientes acuáticos rodeados de selva marginal.

## Reproducción

### Comportamiento de cortejo y apareamiento
En ejemplares cautivos en São Paulo, Brasil, el comportamiento de cortejo tuvo lugar dentro del agua, desde finales de octubre a mediados de abril, y consistía en cuatro fases. En la primera el macho se acercó a la hembra desde atrás y olía su ano y su borde carapacial posterior. Generalmente la hembra intenta alejarse, iniciando la fase 2: la búsqueda. Durante la persecución se nadan velozmente, cambiando de direcciones. Para evitar la persecución, la hembra a veces deja el agua. Una vez que el macho logra retener a la hembra, comienza la fase 3, la precopulación. El macho extiende totalmente el cuello y cabeza montando sobre el caparazón de la hembra, a la que sujeta con sus garras. había captado sobre  de la hembra con todos cuatro pies, sosteniendo a la marginales con sus garras. La hembra generalmente permanece inmóvil durante esta fase. En la fase 4 el macho, mordiendo el cuello de la hembra, hace a un lado la cola de esta e inserta su pene; esta última fase dura entre 10 a 30 minutos; la duración de las cuatro fases demanda de 15 a 50 minutos.

### Nidificación
La temporada de nidificación va de enero a marzo en Brasil, en tanto que en Colombia va de diciembre a febrero y en Venezuela de marzo a abril. Los huevos son casi esféricos de 26 a 34 mm de largo por 22 a 32 mm, y son puestos en nidadas de 10 a 20. A una temperatura de 28 a 30 °C la incubación dura de 4 a 4,5 meses, naciendo luego crías con longitudes de caparazón de 32 a 42 mm. Sus caparazones son rugosos con una leve quilla vertebral y un borde posterior ligeramente aserrado; el envés de las escamas marginales del plastrón es de color rojo rosado con un patrón de manchas negras irregulares.

## Alimentación
Se alimentan principalmente de peces, insectos acuáticos, y otros pequeños invertebrados acuáticos.

## Publicación original
- Schweigger, 1812: Prodromus Monographia Cheloniorum auctore Schweigger. Königsberger Archiv für Naturwissenschaft und Mathematik, vol. 1, pp. 271-368 y 406-458  texto original].
- La localidad tipo es: “Brasilia”.
- Holotipo: MNHN 9417.
- Emys geoffroana Schweigger, 1812 es la especie tipo del género Phrynops Wagler 1830.

## Subespecies
Las exsubespecies: Phrynops geoffroanus geoffroanus (Schweigger, 1814), Phrynops geoffroanus tuberosus (Peters, 1870), y Phrynops geoffroanus hilarii han sido elevadas al estatus de especies plenas. 

## Conservación
La IUCN no lista a la especie, por lo que se desprende que no se encuentra en peligro a nivel global. En la Argentina, es una de las especies de tortugas más raras, considerándola Juan Carlos Chébez como: «Rara» y en consecuencia «Vulnerable».